# Eisenwurzenweg

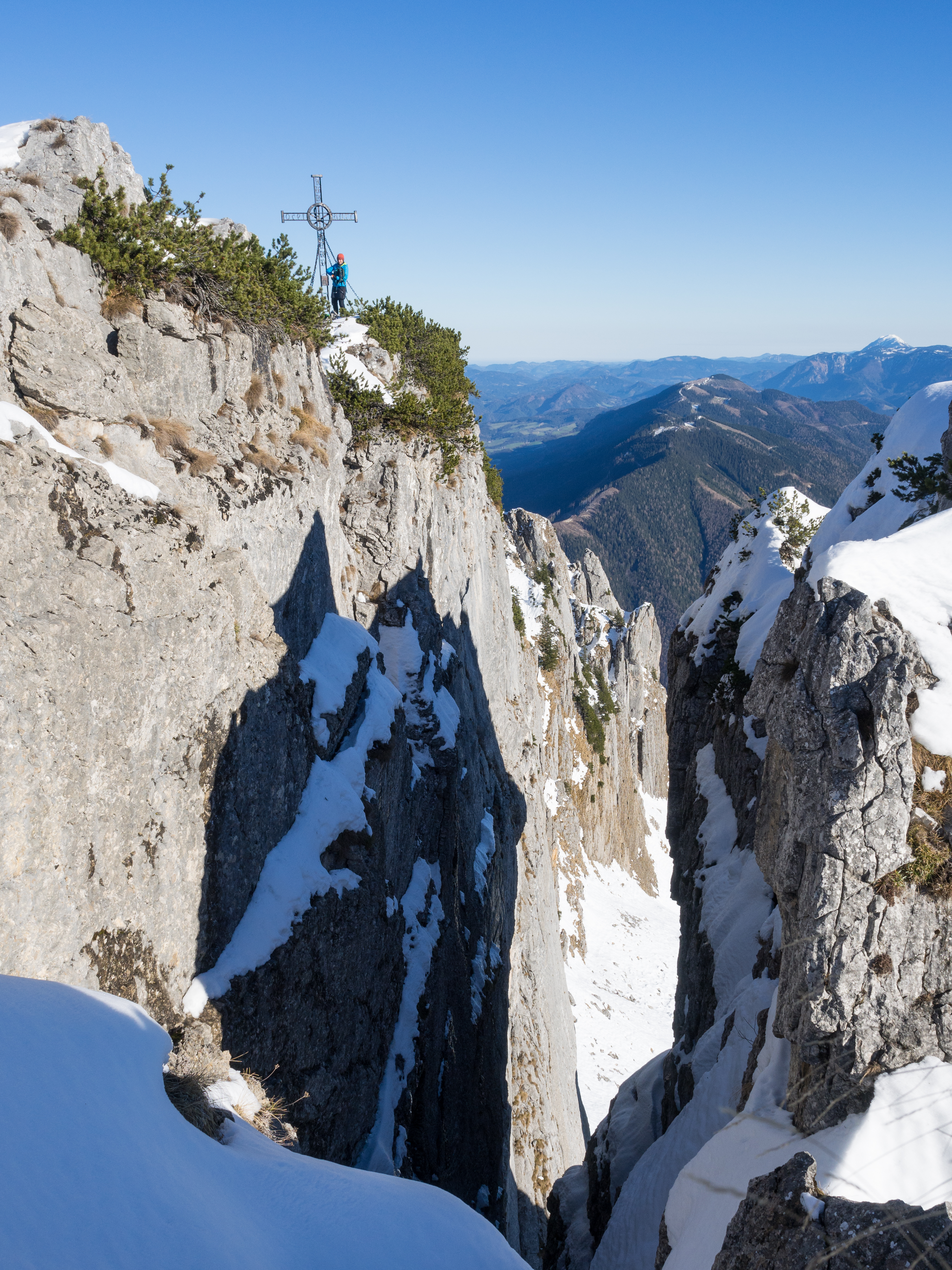
Gipfel der Stumpfmauer bei Hollenstein an der Ybbs

Der Eisenwurzenweg (auch Österreichischer Weitwanderweg 08) ist ein Weitwanderweg in Österreich, der vom nördlichsten Punkt Österreichs (Rottal im Waldviertel) zum Seebergsattel nahe dem südlichsten Punkt Österreichs führt. Seine Route verläuft durch die Bundesländer Niederösterreich, Steiermark und Kärnten, ein kurzes Stück auch durch Oberösterreich.
Benannt ist der Weg nach der Eisenwurzen, einem Teil der Kalkalpen im Dreiländereck zwischen Niederösterreich, Oberösterreich und der Steiermark, den er durchquert. Der Eisenwurzenweg wurde 1980 eröffnet, für die Durchwanderung der rund 580 Kilometer langen Strecke sind etwa vier Wochen zu veranschlagen.

## Verlauf
Der Ausgangspunkt befindet sich direkt am nördlichsten Punkt Österreichs bei Rottal, von dort führt der Weg über Litschau, Gmünd und Weitra auf den Nebelstein, wo er auf den Nord-Süd-Weitwanderweg, den Niederösterreichischen Mariazellerweg sowie den Ostösterreichischen Grenzlandweg trifft, die hier ihren Ausgang nehmen. Weiter führt er nach Schönbach. Über Bärnkopf und durch die Ysperklamm wird der Ostrong erreicht, an dessen südlichem Ende die Donau bei Persenbeug überschritten und das Waldviertel verlassen wird.
Über Neustadtl an der Donau gelangt man nach Amstetten und Euratsfeld und zur Wallfahrtskirche in Sonntagberg. Es folgt der Abstieg nach Waidhofen an der Ybbs. Der Weg strebt weiter nach Hollenstein an der Ybbs, wo der Aufstieg auf die Voralpe in Angriff genommen wird, über deren Gipfel man Altenmarkt bei St. Gallen im Ennstal erreicht.
Von der Ennstaler Hütte kann optional der Tamischbachturm bestiegen werden, nach dem Abstieg von der Hütte wird nochmals die Enns gequert. Stationen im Gesäuse sind Johnsbach, die Mödlinger Hütte und die Klinke-Hütte. Von Trieben wird das Triebental aufwärts gewandert, bis am Kettentörl auf die Südseite des Alpenhauptkamms gewechselt wird. Vorbei am Ingeringsee und über die Gaaler Höhe gelangt man bei Fohnsdorf ins Murtal.
Am Ortsrand von Judenburg beginnt der Aufstieg zum Zirbitzkogel, wo der Eisenwurzenweg beim Schutzhaus knapp unterhalb des Gipfels seinen höchsten Punkt erreicht. Die nächsten Etappen folgen dem Höhenrücken der Seetaler Alpen und der Saualpe südwärts, über das Klippitztörl wird zum Ladinger Spitz und zur Wolfsberger Hütte gewandert. Bei Diex beginnt der Abstieg zur Drau, die bei Stein im Jauntal überquert wird.
Via Gallizien wird der Wildensteiner Wasserfall erreicht, der den Beginn des Aufstiegs zur Eisenkappler Hütte markiert. Der Hochobir kann, muss aber nicht erstiegen werden. Noch einmal wird ins Tal abgestiegen, um nach dem Durchschreiten der Trögerner Klamm den letzten Aufstieg, zum Seebergsattel zu beginnen. Am Grenzübergang der Seeberg Straße endet der Eisenwurzenweg.

## Markierung

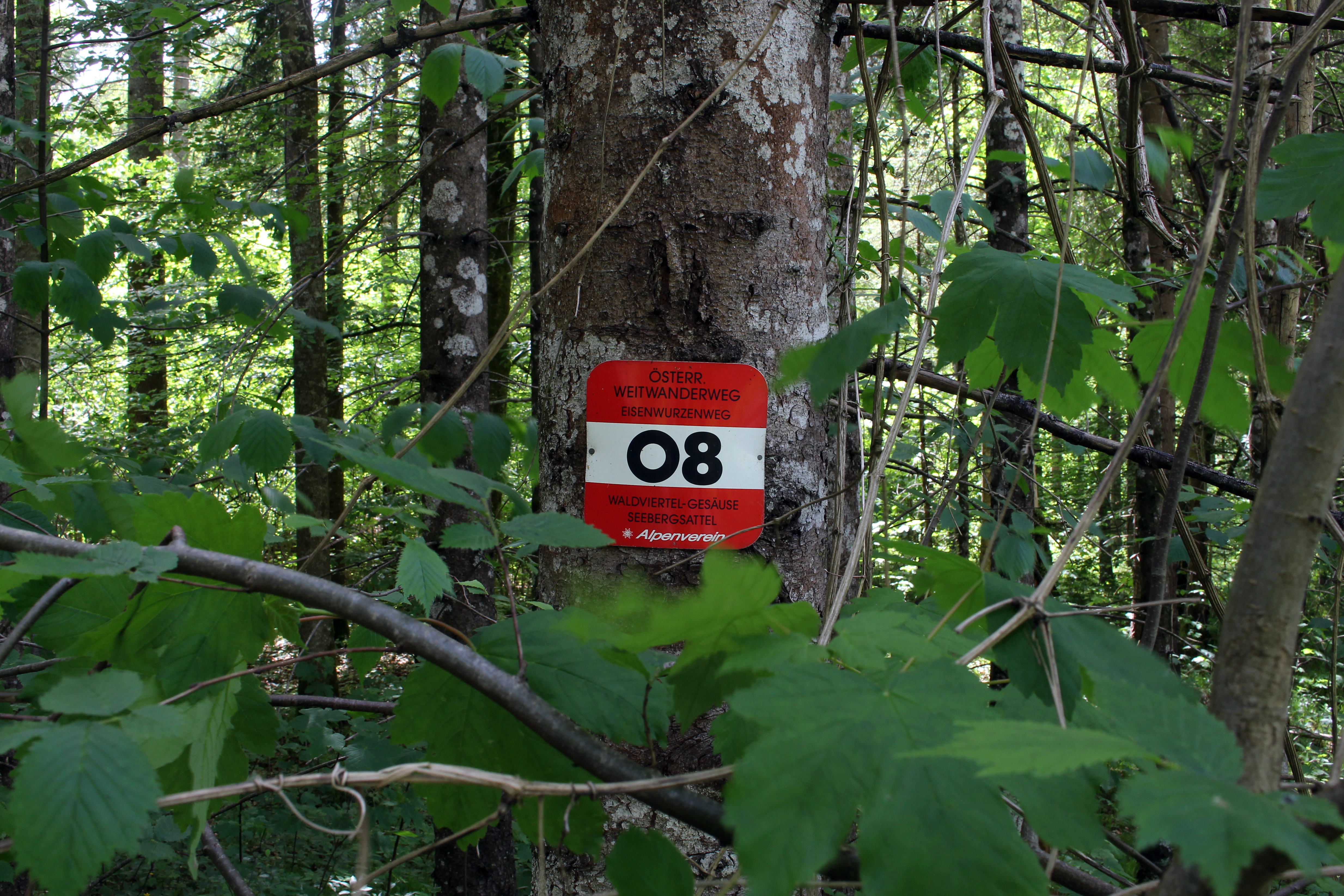
Markierungstafel des Eisenwurzenwegs

Der Eisenwurzenweg ist durchgehend mit rot-weiß-roten Farbzeichen und der Wegnummer 08 markiert. Teilstrecken des Eisenwurzenweges sind mit 208, 308, 608 und 908 (z. B. von Rottal bis zur Donau: 608) bezeichnet. Es gibt einige lokale Wegvarianten (im Weinsberger Wald, im Bereich Klippitztörl sowie über den Ladinger Spitz), welche mit 08A gekennzeichnet sind.
Der Verlauf des Weitwanderwegs 08 wird durch die österreichischen alpinen Vereine festgelegt, Ansprechpartner und Auskunftsstelle ist die Sektion Weitwanderer des Österreichischen Alpenvereins, welche auch den zugehörigen Wanderführer herausgibt. Nach Durchwanderung des Weges (oder Teilen davon) kann dort ein Abzeichen angefordert werden.

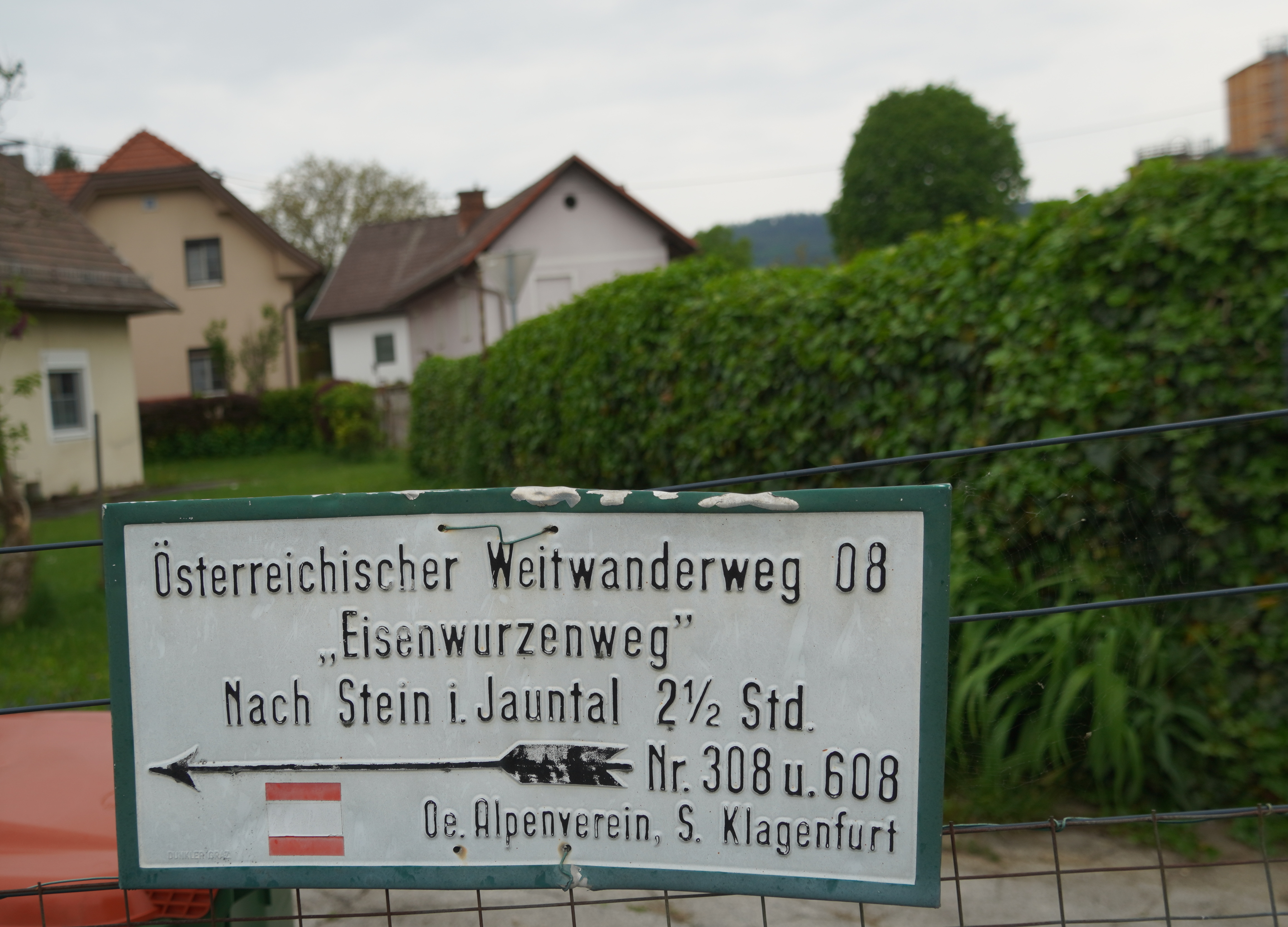
ÖAV Markierung Völkermarkt – Jauntal